# Aongstroemia infuscata
Aongstroemia infuscata là một loài rêu trong họ Dicranaceae. Loài này được Thwaites & Mitt. Müll. Hal. mô tả khoa học đầu tiên năm 1900.